# 惡名市場
惡名市場（Notorious market）是美國貿易代表處對侵犯版權的線上或者實體市場/平台的稱呼。最早在2006年的《特別301報告》中提出這個概念，並整理出「惡名市場名單」，2010年「惡名市場名單」開始獨立進行報告。

## 2019年名單

### 線上市場或平台
- 1337x
- 1Fichier
- 亞馬遜公司海外平台（加拿大、德國、法國、印度、英國）
- BestBuyIPTV
- Bukalapak（英语：Bukalapak）
- 旋轉拍賣
- Chomikuj.pl（英语：Chomikuj.pl）
- Cimaclub
- 敦煌網
- 电影天堂（DYTT8）
- FlokiNET
- Flvto
- FMovies（英语：FMovies）
- HOSTING CONCEPTS BV (D/B/A OPEN PROVIDER) AND REGIONAL NETWORK INFORMATION CENTER JSC
- MP3juices
- MPGH
- Newalbumreleases
- Phimmoi
- 拼多多
- Private Layer
- Propeller Ads
- RapidGator
- RARBG
- Rutracker.org
- Sci-Hub
- Seasonvar
- 蝦皮購物
- Snapdeal（英语：Snapdeal）
- 淘寶
- 海盜灣
- Tokopedia（英语：Tokopedia）
- Torrentz2
- TurboBit
- Uploaded.net
- Uptobox
- VKontakte
- Warmane

### 實體市場
- 阿根廷布宜諾斯艾利斯La Salada（英语：Feria La Salada）
- 巴西聖保羅Rua 25 de Março（英语：Rua 25 de Março）
- 柬埔寨金邊中央市場
- 中國廣東省廣州市站西路（金龍盤、金都、玉龍和站西）
- 中國廣東省廣州市南方鐘錶交易中心
- 中國廣東省深圳市華強北電子商城
- 中國廣東省深圳市羅湖商業城
- 中國北京市秀水街
- 中國遼寧省瀋陽市五愛市場
- 中國浙江省義烏市義烏國際商貿城
- 厄瓜多爾瓜亞基爾La Bahia Market
- 印度德里Tank Road
- 印度艾藻爾Millennium Centre
- 印度孟買Heera Panna
- 印度加爾各答Kidderpore（英语：Kidderpore）
- 印尼雅加達Mangga Dua（英语：Mangga Dua, Jakarta）
- 吉爾吉斯比什凱克多爾多伊市場
- 馬來西亞吉隆坡茨廠街
- 墨西哥墨西哥城Tepito（英语：Tepito）
- 墨西哥瓜達拉哈拉San Juan de Dios Market（英语：San Juan de Dios Market）
- 巴拉圭東方市
- 秘魯利馬Polvos Azules
- 菲律賓馬尼拉Greenhills（英语：Greenhills (mixed-use development)）
- 俄羅斯莫斯科Sadovod
- 俄羅斯莫斯科Gorbushkin Dvor Mall
- 西班牙赫罗纳Els Límits（英语：Els Límits）
- 泰國曼谷拍蓬街
- 土耳其伊斯坦布爾大巴扎
- 烏克蘭敖德薩Seventh-Kilometer Market（英语：Seventh-Kilometer Market）
- 烏克蘭哈爾科夫Barabashova Market
- 阿拉伯聯合酋長國阿治曼阿治曼中國城（英语：Ajman China Mall）
- 阿拉伯聯合酋長國杜拜代拉（英语：Deira, Dubai）（迪拜香料市場（英语：Dubai Spice Souk）等）
- 越南胡志明市濱城市場
- 越南河内同春市場

## 外部連結
早期《惡名市場》為《特別301報告》的一部分：
- 2006《特別301報告》 （页面存档备份，存于）（英文）
- 2007《特別301報告》 （页面存档备份，存于）（英文）
- 2008《特別301報告》 （页面存档备份，存于）（英文）
- 2009《特別301報告》 （页面存档备份，存于）（英文）

歷年惡名市場名單獨立報告，
- 2010 Out-of-Cycle Review of Notorious Markets （页面存档备份，存于）（英文）
- 2011 Out-of-Cycle Review of Notorious Markets （页面存档备份，存于）（英文）
- 2012 Out-of-Cycle Review of Notorious Markets （页面存档备份，存于）（英文）
- 2013 Out-of-Cycle Review of Notorious Markets （页面存档备份，存于）（英文）
- 2014 Out-of-Cycle Review of Notorious Markets （页面存档备份，存于）（英文）
- 2015 Out-of-Cycle Review of Notorious Markets （页面存档备份，存于）（英文）
- 2016 Out-of-Cycle Review of Notorious Markets （页面存档备份，存于）（英文）
- 2017 Out-of-Cycle Review of Notorious Markets （页面存档备份，存于）（英文）
- 2018 Out-of-Cycle Review of Notorious Markets （页面存档备份，存于）（英文）
- 2019 Review of Notorious Markets for Counterfeiting and Piracy （页面存档备份，存于）（英文）
- 2020 Review of Notorious Markets （页面存档备份，存于）
- 2021 Review of Notorious Markets （页面存档备份，存于）